# 彼得·克罗夫特
彼得·克罗夫特（英語：Peter Downton Croft，1933年7月7日—2021年7月18日），英国男子板球、曲棍球运动员。他曾代表英国国家队参加1960年夏季奥林匹克运动会曲棍球比赛，获得第四名。